# Kristalna noć
Kristalna noć (njem. Kristallnacht) također poznata po nazivima Reichskristallnacht i Pogromnacht naziv je za pogrom Židova u nacističkoj Njemačkoj i Austriji koji se dogodio 9. i 10. studenog 1938. godine.

## Uvod
Po Hitlerovoj naredbi 28. listopada 1938. godine više od 12.000 Židova poljskog podrijetla, među njima filozof i teolog rabin Abraham Joshua Heschel kao i budući književni kritičar Marcel Reich-Ranicki, biva protjerano iz Njemačke. 
Deportirani su u vlakovima do poljske granice, gdje su ih poljski graničari odbili primiti. Morali su čekati danima u teškim uvjetima prije nego što su im poljske vlasti odobrile ulazak.
U znak osvete sedamnaestogodišnji Herschel Grünspan, čiji su roditelji također bili deportirani, izvršio je 7. studenoga 1938. godine atentat na konzula njemačkoga veleposlanstva u Parizu. Nacistička je stranka taj događaj proglasila dijelom svjetske židovske urote i uzela kao povod za organiziranje pogroma.

## Kristalna noć
Te noći uništeno je i opljačkano oko 7.000 trgovina, oskvrnjena su mnogobrojna židovska groblja a preko 1.500 sinagoga je opljačkano i djelomično uništeno.

## Daljnji događaji
Osim daljnjih protjerivanja, nacistička Njemačka je Židovima kao odmazdu odredila kolektivnu novčanu kaznu od milijardu maraka. Ista je bila naplaćena nasilnim prisvajanjen oko 20% sveukupne židovske imovine u Njemačkoj.